# Atelodora
Atelodora là một chi bướm đêm thuộc phân họ Tortricinae của họ Tortricidae.

## Các loài
- Atelodora agramma Lower, 1900
- Atelodora pelochytana Meyrick, 1881